# Ala I Hispanorum Campagonum
Die Ala I Hispanorum Campagonum [civium Romanorum] [Antoniniana] [Deciana] [Philippiana] (deutsch 1. Ala der Hispanier der Campagoner [der römischen Bürger] [1000 Mann] [die Antoninianische] [die Decianische] [die Philippianische]) war eine römische Auxiliareinheit. Sie ist durch Militärdiplome, Inschriften und Ziegelstempel belegt. In dem Militärdiplom von 144 wird sie als Ala I Hispanorum bezeichnet und in einigen Inschriften sowie in zwei Ziegelstempeln als Ala Campagonum.

## Namensbestandteile
- Ala: Die Ala war eine Reitereinheit der Auxiliartruppen in der römischen Armee.

- I: Die römische Zahl steht für die Ordnungszahl die erste (lateinisch prima). Daher wird der Name dieser Militäreinheit als Ala prima .. ausgesprochen.

- Hispanorum Campagonum: der Hispanier der Campagoner. Die Soldaten der Ala wurden bei Aufstellung der Einheit aus den verschiedenen Stämmen der Hispanier und insbesondere aus dem Volk der Campagoner auf dem Gebiet der römischen Provinz Hispania Tarraconensis rekrutiert.

- civium Romanorum: der römischen Bürger. Den Soldaten der Einheit war das römische Bürgerrecht zu einem bestimmten Zeitpunkt verliehen worden. Für Soldaten, die nach diesem Zeitpunkt in die Einheit aufgenommen wurden, galt dies aber nicht. Sie erhielten das römische Bürgerrecht erst mit ihrem ehrenvollen Abschied (Honesta missio) nach 25 Dienstjahren. Der Zusatz kommt in den Militärdiplomen von 111/112 und 112/114 sowie in zwei Inschriften[3] vor.

- milliaria: 1000 Mann. Die Einheit wurde möglicherweise von einer Ala quingenaria zu einer Ala milliaria erweitert; dies ist jedoch umstritten.[A 1]

- Antoniniana: die Antoninianische. Eine Ehrenbezeichnung, die sich auf Caracalla (211–217) oder auf Elagabal (218–222) bezieht. Der Zusatz kommt in einer Inschrift[4] vor.

- Deciana: die Decianische. Eine Ehrenbezeichnung, die sich auf Decius (249–251) bezieht. Der Zusatz kommt in einer Inschrift[5] vor.

- Philippiana: die Philippianische. Eine Ehrenbezeichnung, die sich auf Philippus Arabs (244–249) bezieht. Der Zusatz kommt in einer Inschrift[6] vor.

Die Einheit war entweder eine Ala quingenaria mit einer Sollstärke von 480 Mann, bestehend aus 16 Turmae mit jeweils 30 Reitern oder aber eine Ala milliaria mit einer Sollstärke von 720 Mann, bestehend aus 24 Turmae mit jeweils 30 Reitern.

## Geschichte
Die Ala war in den Provinzen Britannia, Moesia superior, Pannonia inferior und Dacia superior (in dieser Reihenfolge) stationiert. Sie ist auf Militärdiplomen für die Jahre 98 bis 158 n. Chr. aufgeführt.
Der Zeitpunkt, zu dem die Einheit aufgestellt wurde, ist unbekannt. Der erste Nachweis der Einheit in Britannia beruht auf einem Diplom, das auf 98 datiert ist. In dem Diplom wird die Ala als Teil der Truppen (siehe Römische Streitkräfte in Britannia) aufgeführt, die in der Provinz stationiert waren.
Vermutlich wurde die Einheit im Zusammenhang mit den Dakerkriegen Trajans in die Provinz Moesia superior verlegt. Der erste Nachweis der Einheit in Moesia superior beruht auf einem Diplom, das auf 105 datiert ist. In dem Diplom wird die Ala als Teil der Truppen (siehe Römische Streitkräfte in Moesia superior) aufgeführt, die in der Provinz stationiert waren. Weitere Diplome, die  auf 111/112 bis 112/114 datiert sind, belegen die Einheit in derselben Provinz.
Zu einem unbestimmten Zeitpunkt wurde die Einheit in die Provinz Pannonia inferior verlegt, wo sie erstmals durch ein Diplom nachgewiesen ist, das auf 114 datiert ist. In dem Diplom wird die Ala als Teil der Truppen (siehe Römische Streitkräfte in Pannonia inferior) aufgeführt, die in der Provinz stationiert waren. Ein weiteres Diplom, das auf 119 datiert ist, belegt die Einheit in derselben Provinz.
Zu einem unbestimmten Zeitpunkt wurde die Ala nach Dacia superior verlegt, wo sie erstmals durch ein Diplom nachgewiesen ist, das auf 136/138 datiert ist. In dem Diplom wird die Ala als Teil der Truppen (siehe Römische Streitkräfte in Dacia superior) aufgeführt, die in der Provinz stationiert waren. Weitere Diplome, die auf 144 bis 158 datiert sind, belegen die Einheit in derselben Provinz.
Der letzte Nachweis der Ala beruht auf einer Inschrift, die auf 250 datiert ist.

## Standorte
Standorte der Ala in Dacia superior waren:
- Micia (Vețel):[8][13][10] mehrere Inschriften[14] und zwei Ziegel[15] mit verschiedenen Stempeln der Einheit wurden hier gefunden.

Ein Ziegel mit dem Stempel der Einheit wurde in Deva gefunden.

## Angehörige der Ala
Folgende Angehörige der Ala sind bekannt:

### Kommandeure
| - Gaius Iulius Corinthianus, ein Präfekt - Iul(ius) Tere[n]tianus, ein Präfekt (CIL 3, 1343) - Lucius Valerius Valerianus, ein Präfekt | - M(arcus) Pl[autius] Ru[fi(?)], ein Präfekt (CIL 3, 1342) - Quintus Petronius Novatus, ein Präfekt - Titus Varius Priscus, ein Präfekt |

### Sonstige
| - Aurel(ius) Vital(is), ein Reiter (CIL 6, 3238) - Quintianus, ein Decurio (AE 1903, 68) | - Ulp[ius M]ettius, ein Veteran und ehemaliger Decurio (CIL 3, 7871) |